# Шез
Шез (фр. Chèze, окс. Shèsa) — коммуна во Франции, находится в регионе Юг — Пиренеи. Департамент — Верхние Пиренеи. Входит в состав кантона Люс-Сен-Совёр. Округ коммуны — Аржелес-Газост.
Код INSEE коммуны — 65145.

## География
Коммуна расположена приблизительно в 690 км к югу от Парижа, в 145 км юго-западнее Тулузы, в 37 км к югу от Тарба.
На западе коммуны протекает река Гав-де-По. Большую часть территории коммуны занимают леса.

## Климат
Климат умеренно-океанический с солнечной тёплой погодой и обильными осадками на протяжении практически всего года.

## Население
Население коммуны на 2010 год составляло 47 человек.
| 1962 | 1968 | 1975 | 1982 | 1990 | 1999 | 2010 |
| ---- | ---- | ---- | ---- | ---- | ---- | ---- |
| 57   | 53   | 56   | 57   | 47   | 46   | 47   |

## Администрация
| Период | Период | Фамилия         | Партия       | Примечания |
| ------ | ------ | --------------- | ------------ | ---------- |
| 2001   | 2014   | Рене Тей        | беспартийный |            |
| 2014   | 2020   | Себастьян Верже |              |            |

## Экономика
В 2010 году среди 38 человек трудоспособного возраста (15-64 лет) 36 были экономически активными, 2 — неактивными (показатель активности — 94,7 %, в 1999 году было 70,3 %). Из 36 активных жителей работали 35 человек (21 мужчина и 14 женщин), безработной была 1 женщина. Среди 2 неактивных 0 человек были учениками или студентами, 1 — пенсионером, 1 был неактивным по другим причинам.

## Достопримечательности
- Голубятня (1776 год). Исторический памятник с 2010 года[4]

## Фотогалерея

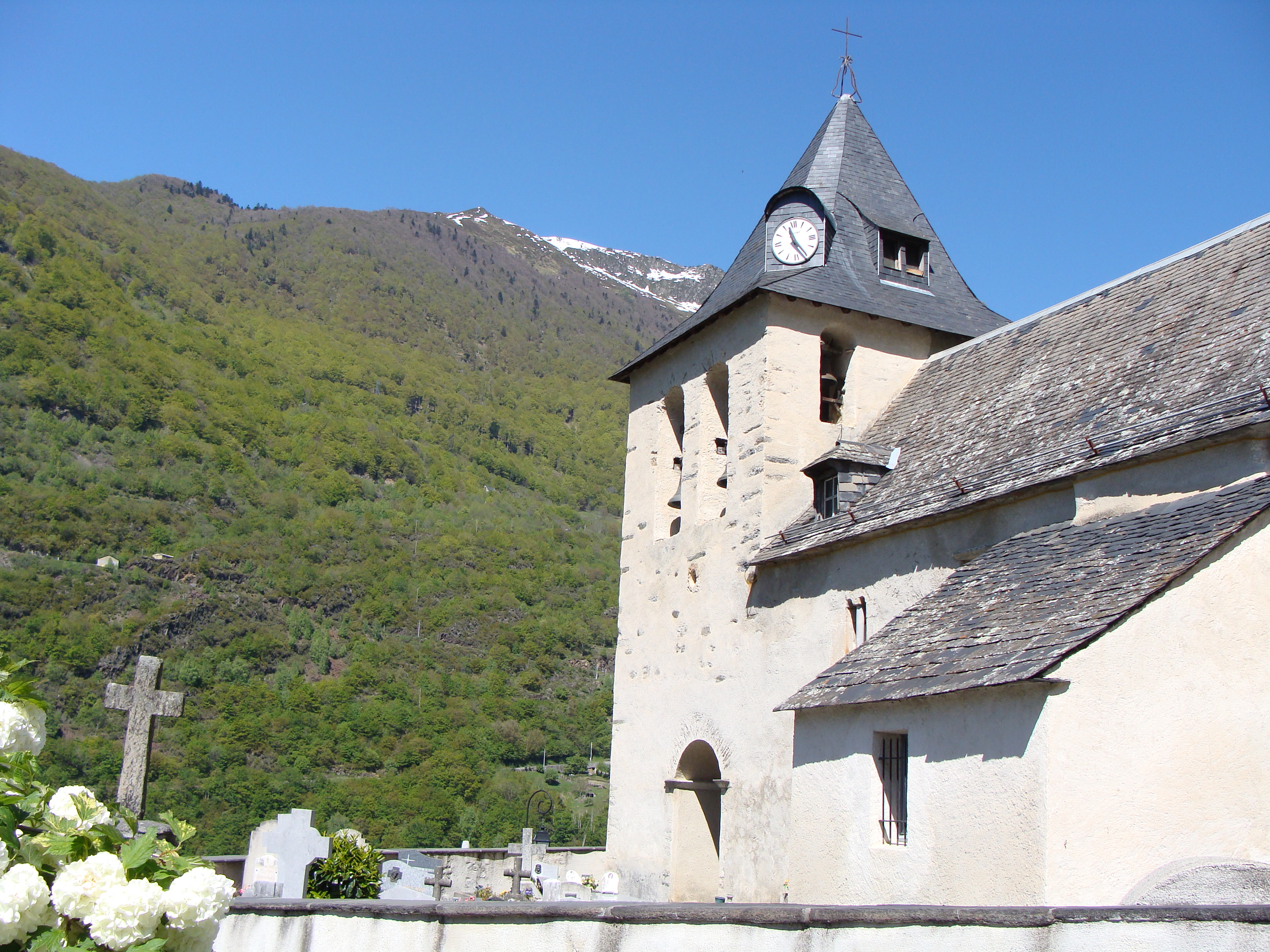
Церковь
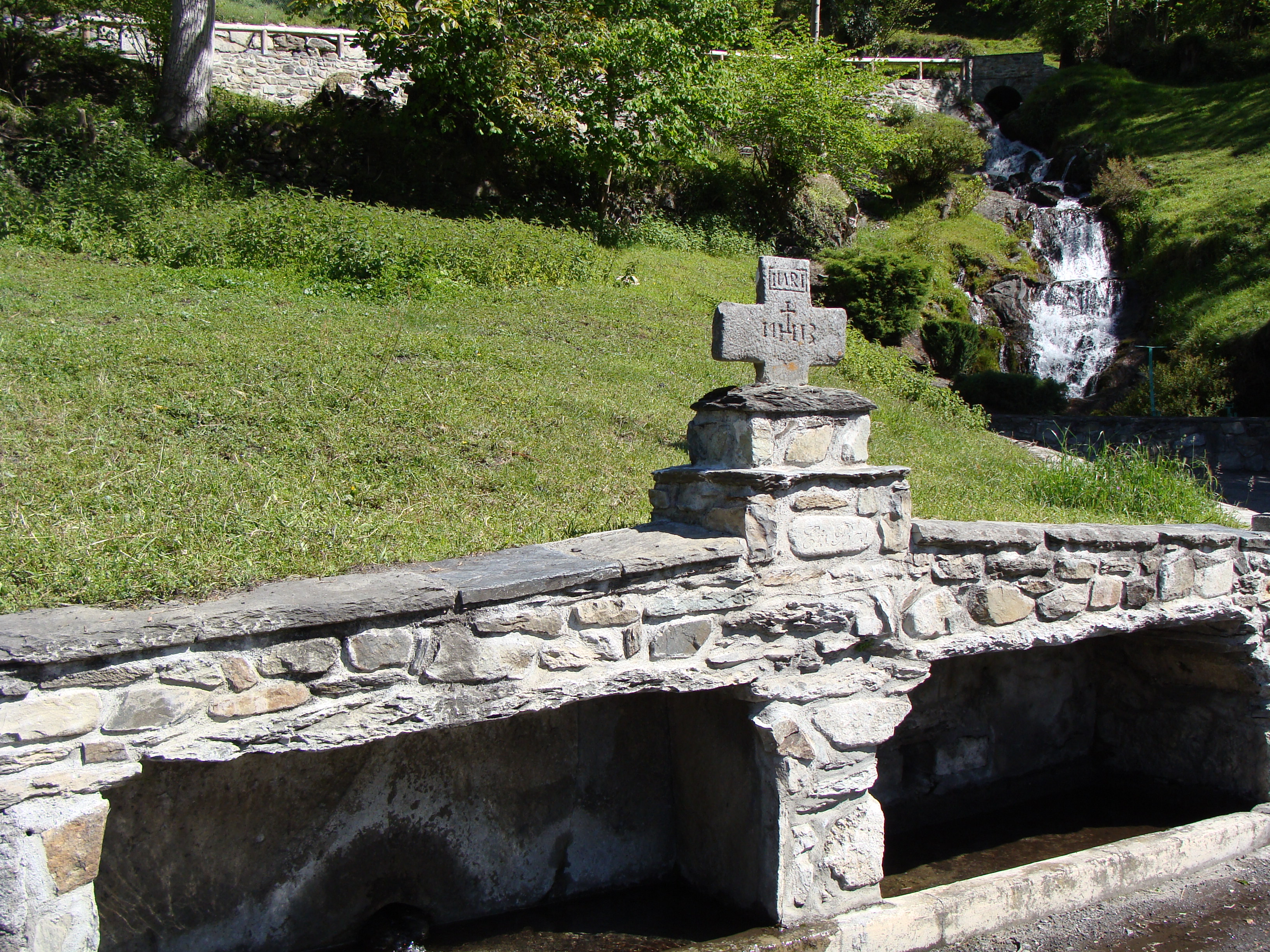
Фонтан и крест
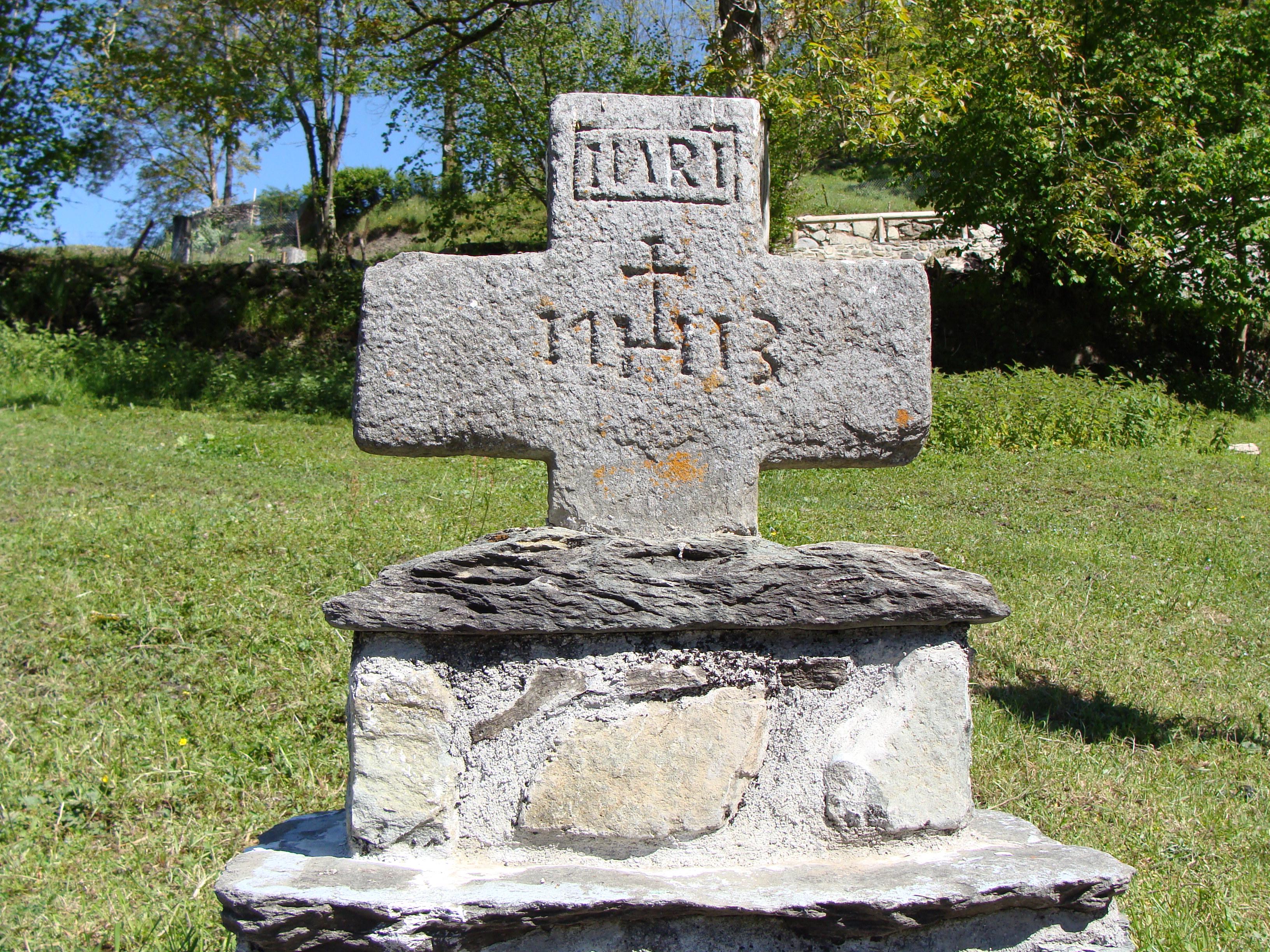
Крест
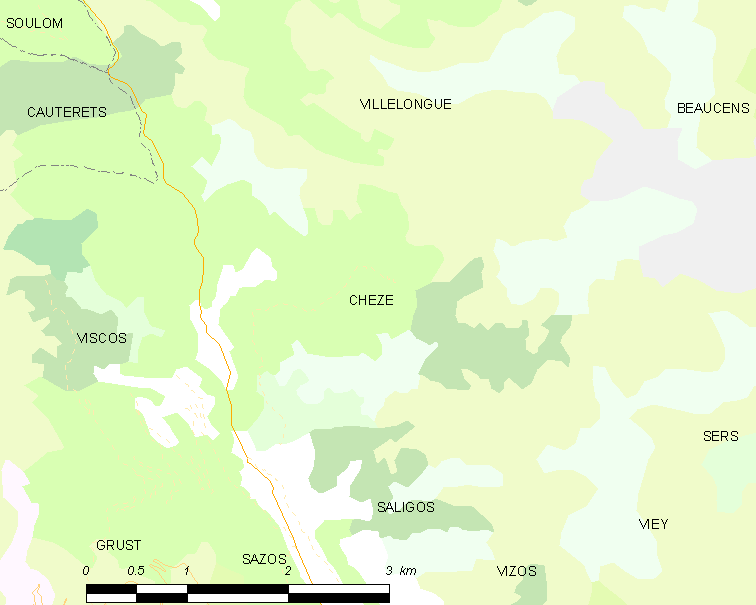
Карта коммуны